# Baie du Marigot
Ne doit pas être confondu avec Marigot Bay.
La baie du Marigot est une baie de Guadeloupe située aux Saintes. 

## Géographie

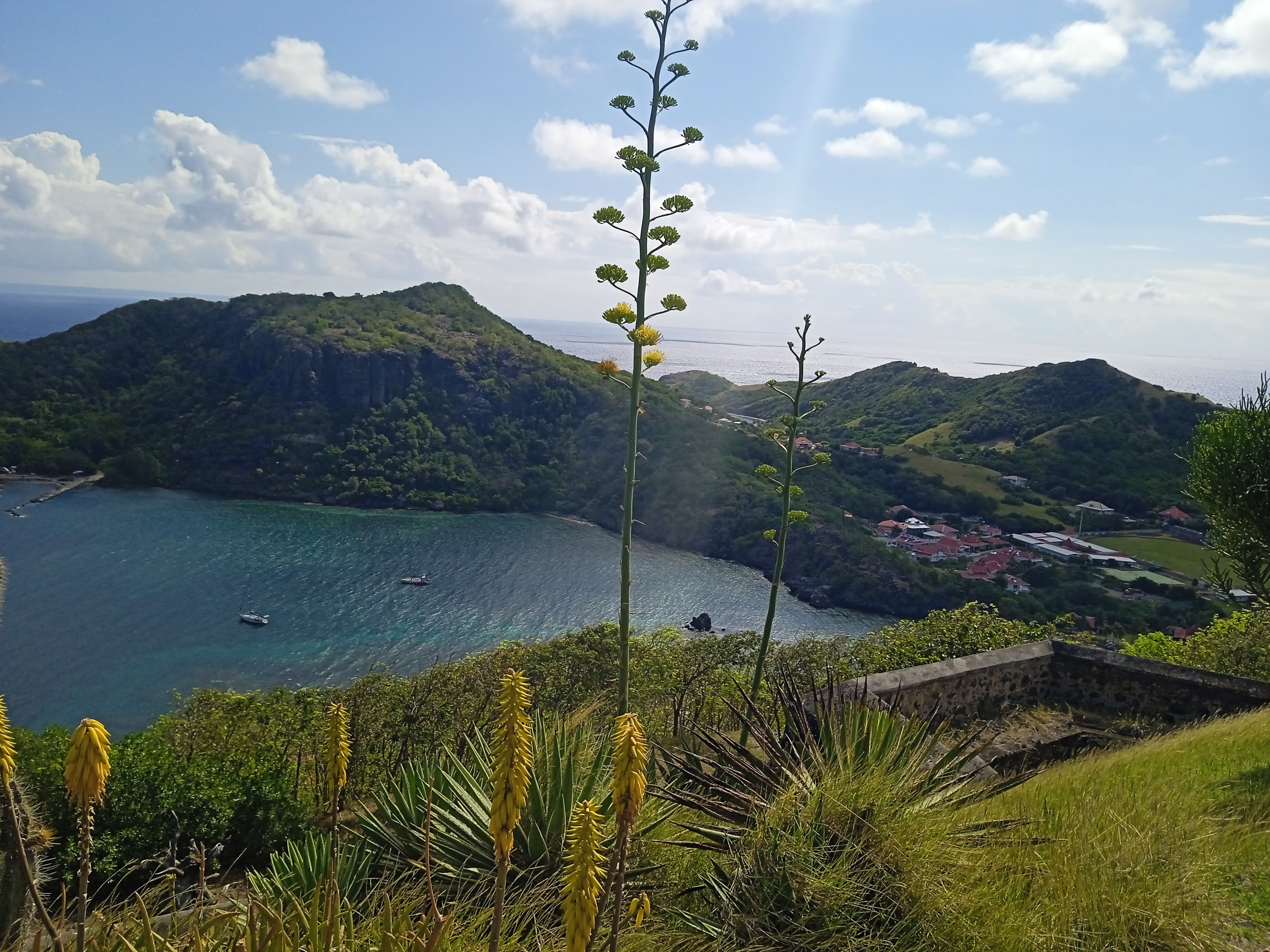
Baie du Marigot et morne Morel

La baie s'ouvre de la pointe à l'Eau à la pointe Morel et est surplombée par le Fort Napoléon.